# Пирятинский национальный природный парк
Пиря́тинский национа́льный приро́дный парк (укр.  Пирятинський національний природний парк) — природоохранная территория на Украине, в рамках Лубенского района Полтавской области. Расположен в долине реки Удай.
Парк создан с целью сохранить, восстановить и эффективно использовать природные комплексы и объекты, имеющие особую природоохранную, оздоровительную, историко-культурную, научную, образовательную и эстетическую ценность.

## История
Природный парк создан 11 декабря 2009 года согласно Указу Президента Украины Виктора Ющенко с целью сохранения ценных природных и историко-культурных комплексов и объектов. Территория национального природного парка «Пирятинский» согласована в установленном порядке, включено 12028,42 га земель государственной собственности, в том числе 5555,14 гектаров земель запаса, которые предоставляемых национальному природному парку в постоянное пользование, и 6473,28 гектаров земель, которые включаются в состав национального природного парка без изъятия.

## Процесс создания
Согласно указу президента Кабинет министров Украины должен:
1. Обеспечить:
  1. решение вопроса относительно образования администрации национального природного парка «Пирятинский» и обеспечение её функционирования;
  2. утверждение в трёхмесячный срок в установленном порядке Положения о национальном природном парке «Пирятинский»;
  3. подготовку в течение 2010—2011 годов материалов и решение в соответствии с законодательством вопроса относительно предоставления 5555,14 гектаров земель в постоянное пользование национальному природному парку «Пирятинский», а также разработку проекта землеустройства по отводу земельных участков и проекта землеустройства по организации и установлению границ территории национального природного парка, получения государственных актов на право постоянного пользования земельными участками;
  4. разработку в течение 2010—2012 годов и утверждение в установленном порядке Проекта организации территории национального природного парка «Пирятинский», охраны, воссоздания и рекреационного использования его природных комплексов и объектов;
2. предусматривать во время доработки проекта Закона Украины «О Государственном бюджете Украины на 2010 год» и подготовки проектов законов о Государственном бюджете Украины на следующие годы средства, необходимые для функционирования национального природного парка «Пирятинский».

## Галерея

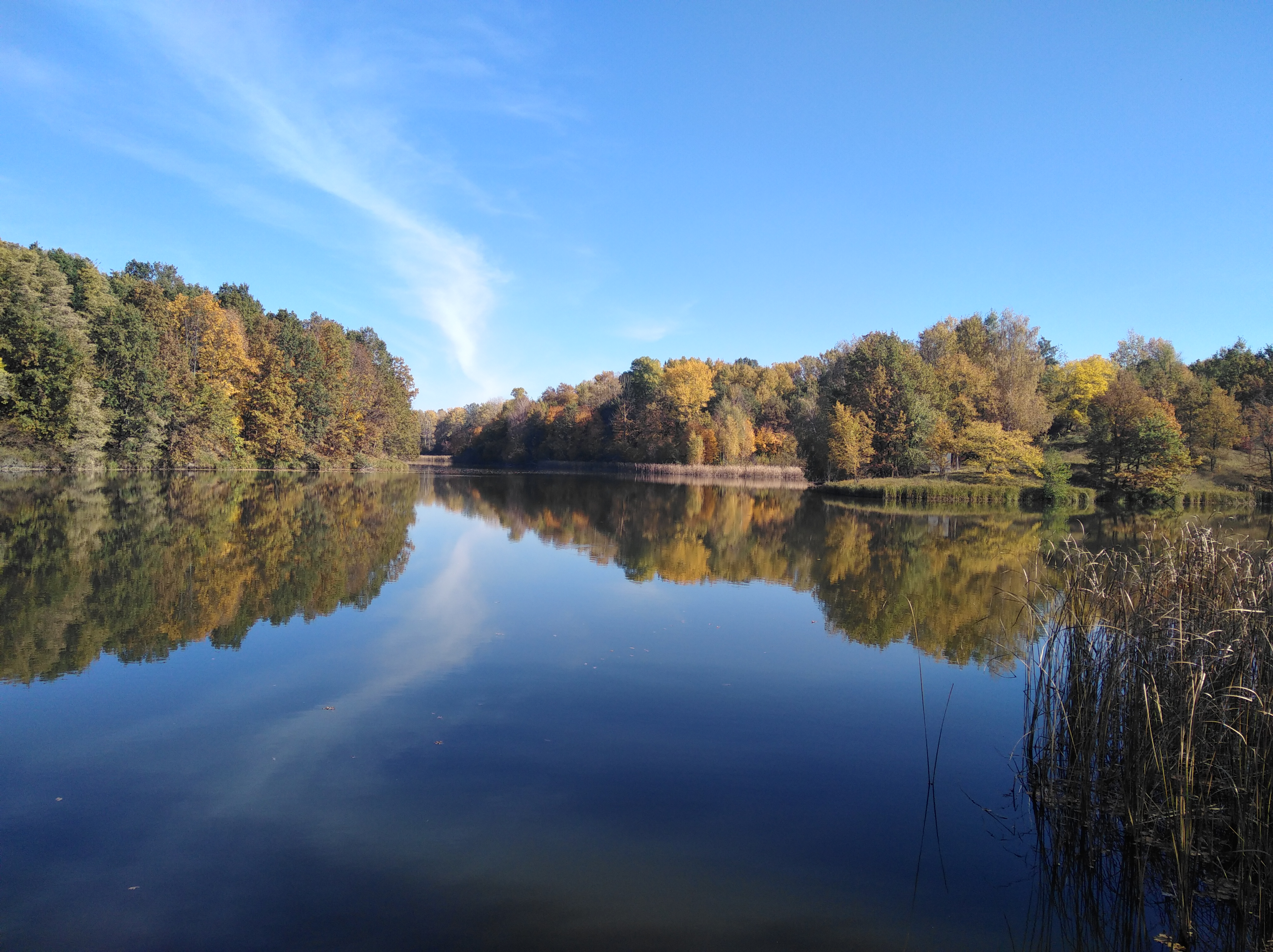
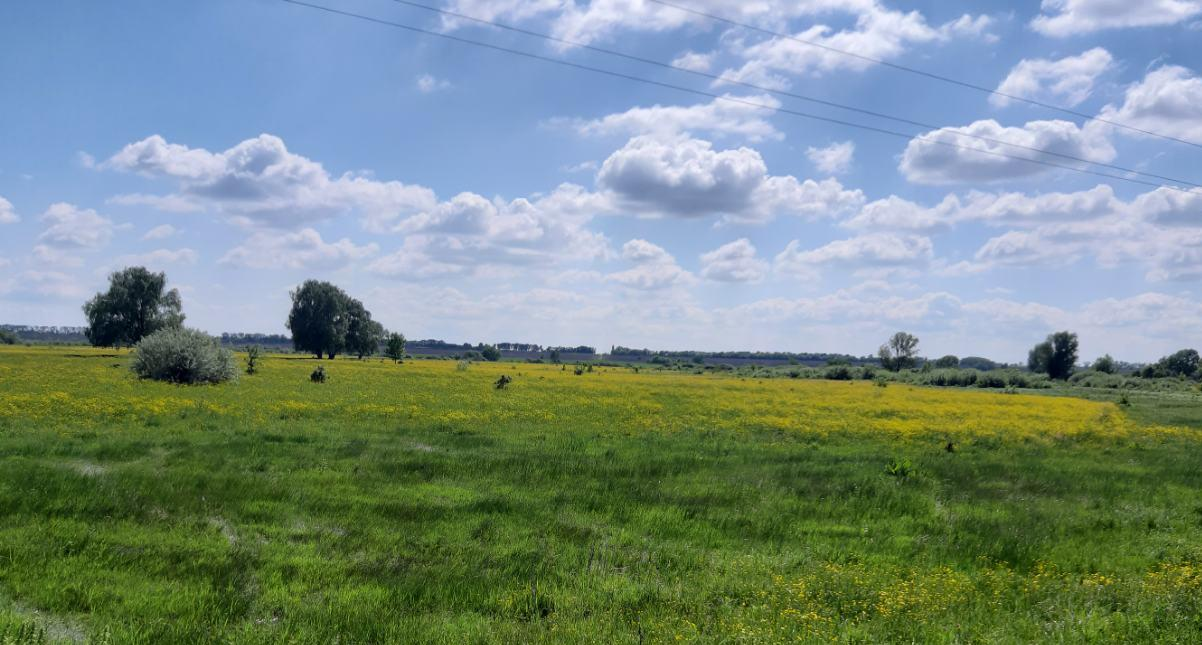
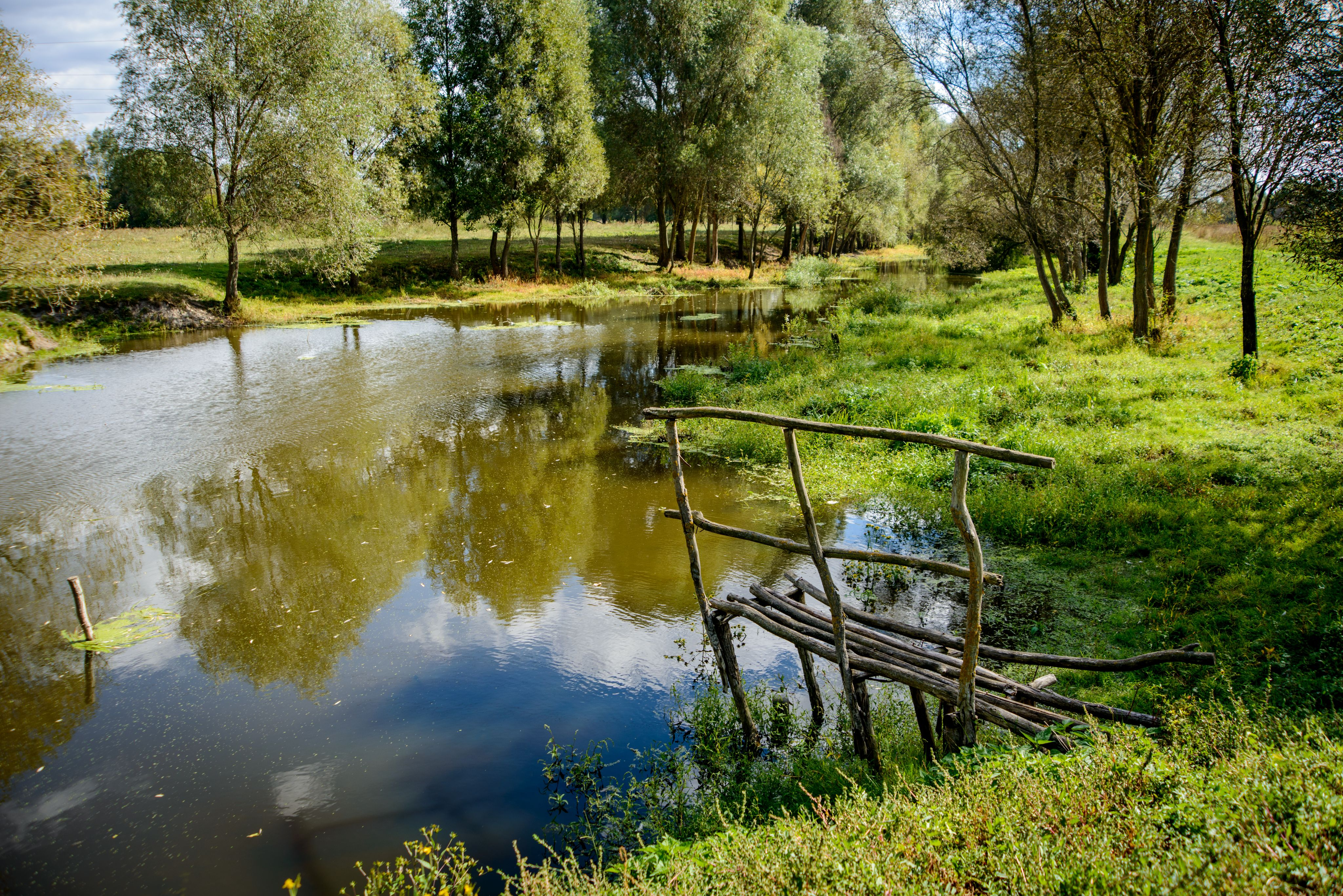
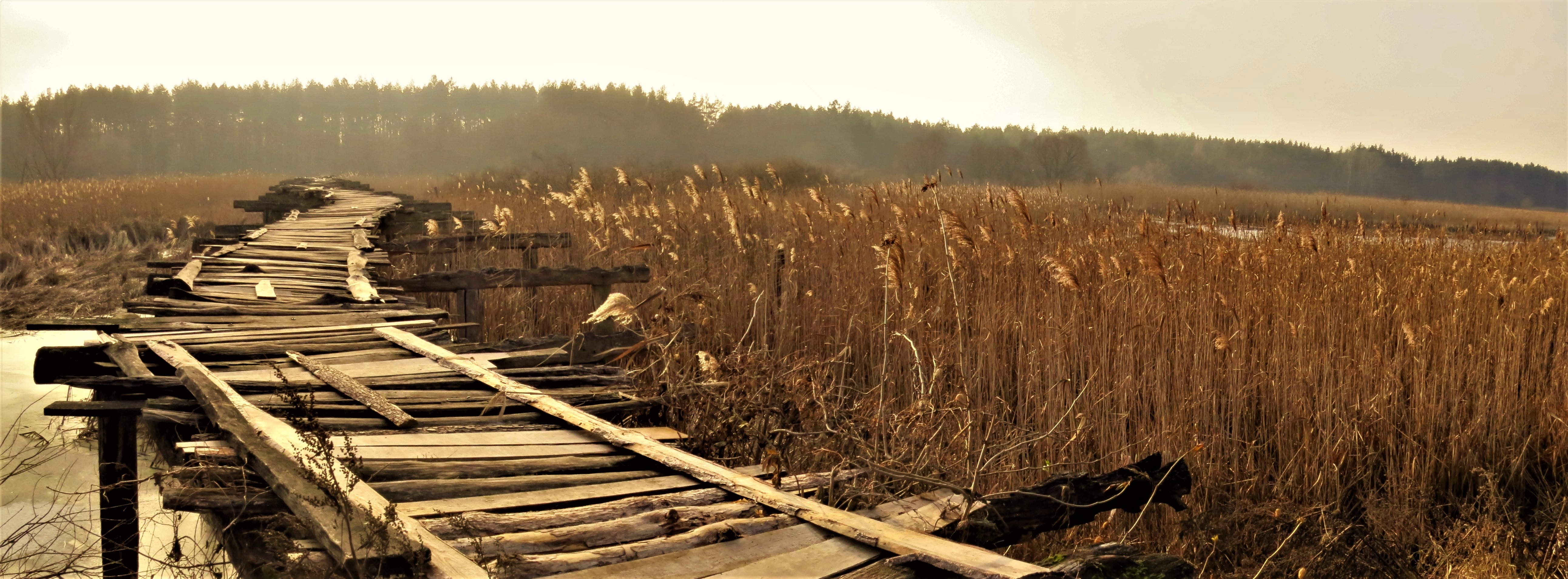
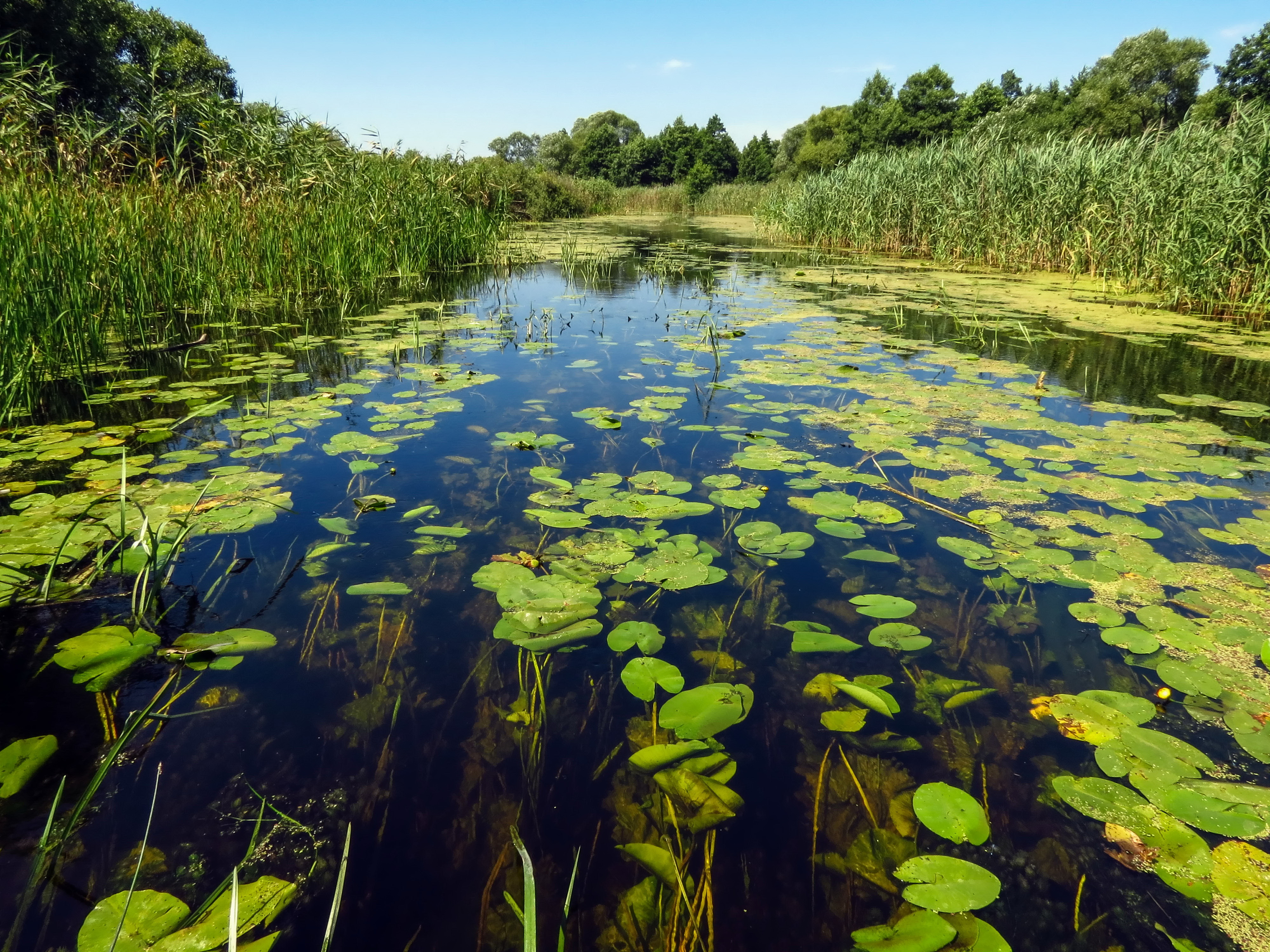